# Карл Людвіг Енгель
Карл Людвіг Енгель (нім. Johann Carl Ludwig Engel; 3 липня 1778, Берлін — 14 травня 1840, Гельсінгфорс) — фінський архітектор німецького походження, що додав місту Гельсінкі його характерний вигляд у стилі класицизму.

## Біографія
Уродженець Берліна. З 1809 року працював у Російській імперії, спочатку в Таллінні, потім (у 1815 році) переїхав до Гельсінгфорсу. За його проектами там були побудовані будинки університету й урядових установ (нині Президентський палац), а також величний Миколаївський собор.
За межами фінської столиці за проектами Енгеля побудована лютеранська церква в місті Гаміна, лютеранська церква приходу Яаккима (Лахденпох'я, Карелія), православна дерев'яна Микольська церква в Суйстамо, будинок стаєнь (нині там розташовується гольф-клуб) у маєтку Виурула на околицях міст Халикко й Сало (Фінляндія), будинок муніципалітету в Порі та інші будівлі.

## Обрані фото споруд

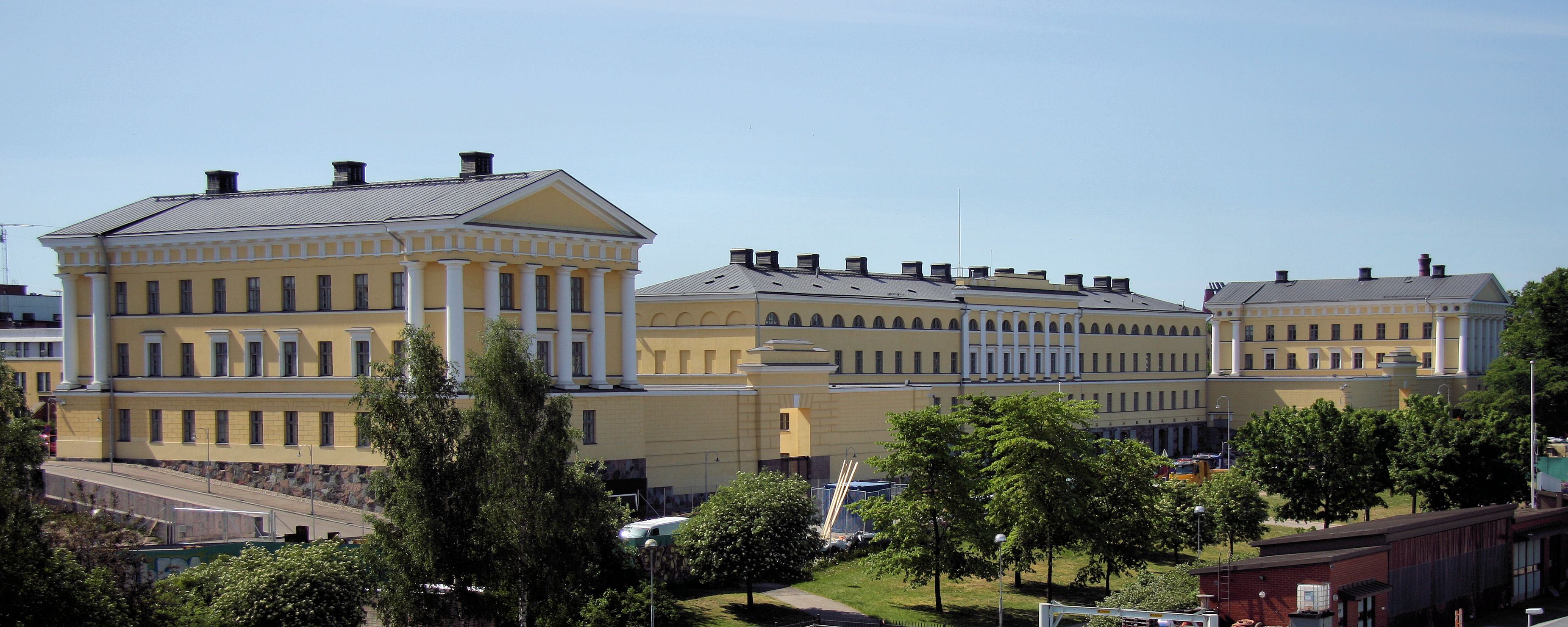
Карл Людвиг Енгель. Морські казарми, 1816-1838 рр., Гельсінки

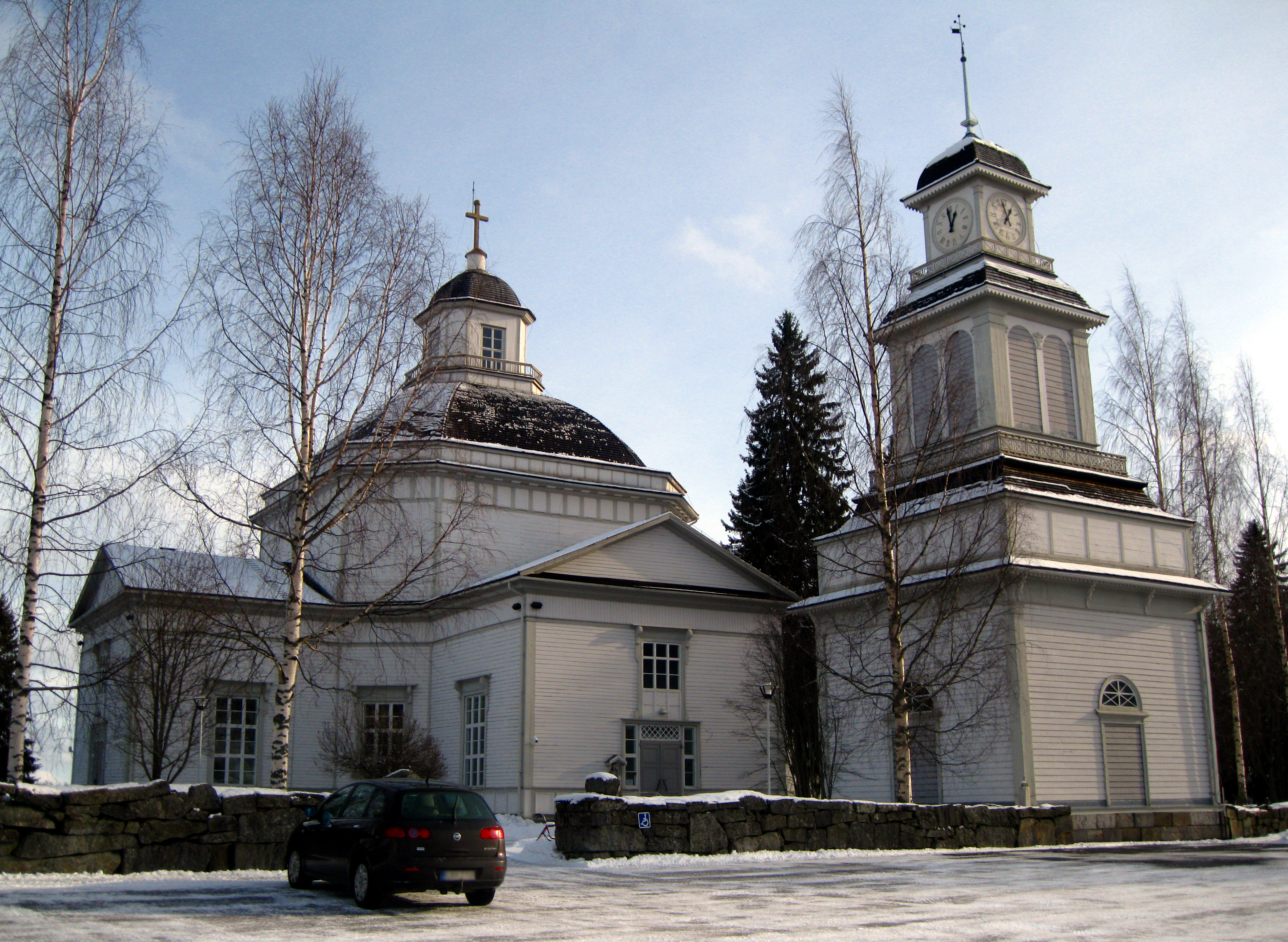
Карл Людвіг Енгель. Церква в Алаярві
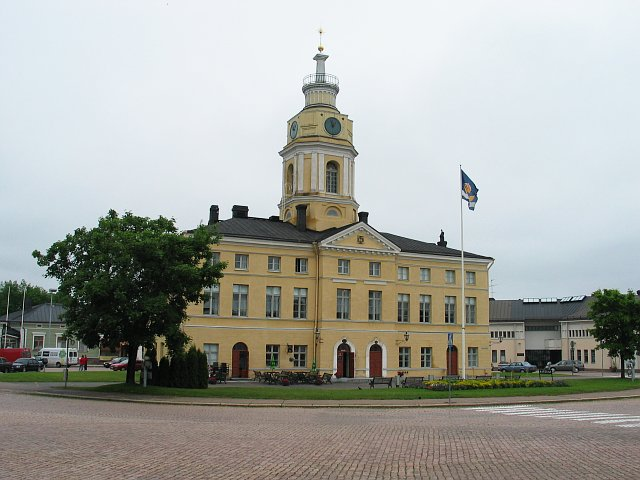
Карл Людвіг Енгель. Місто Хаміна, ратуша
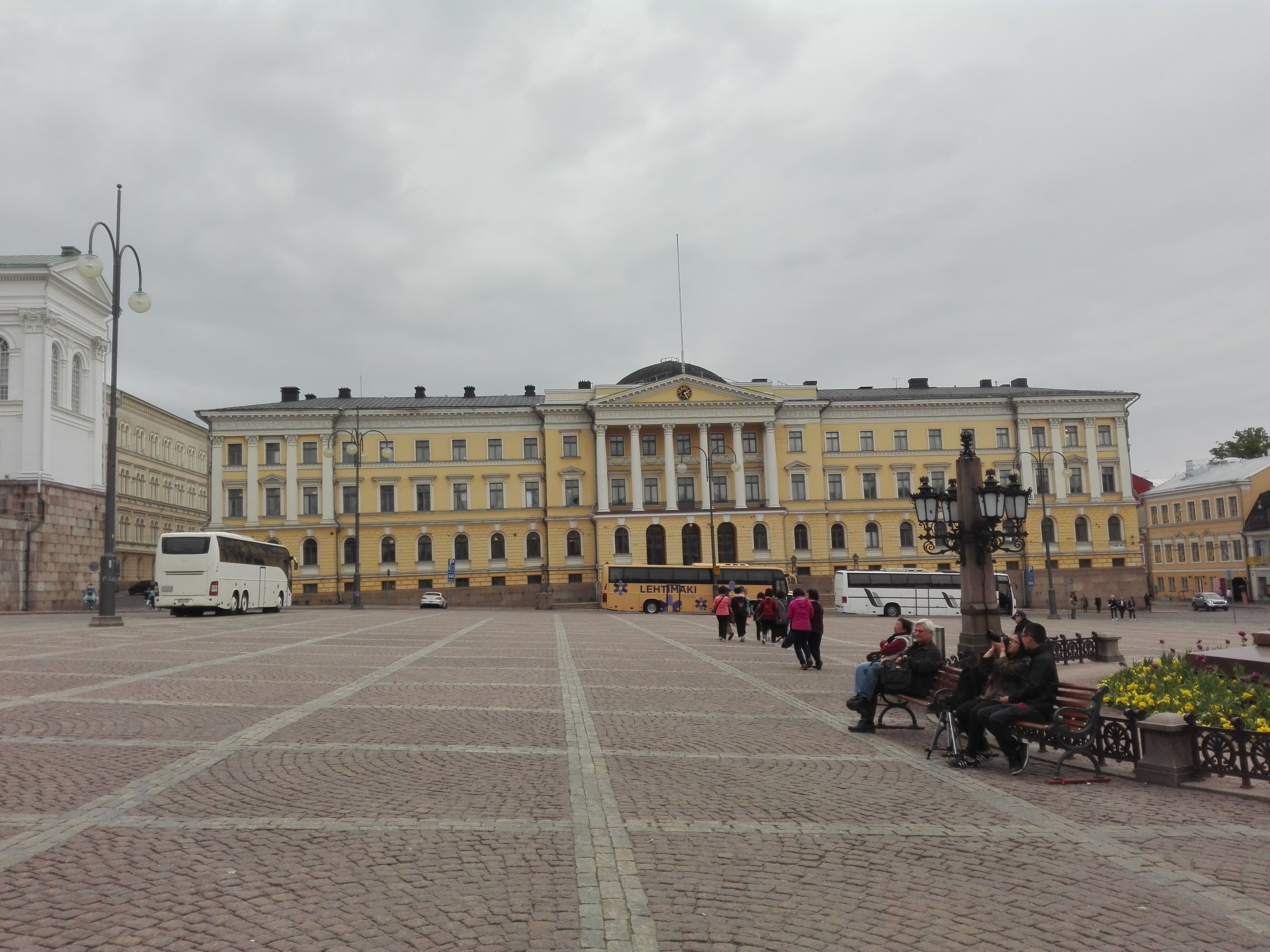
Карл Людвіг Енгель. Споруда Сенату, Гельсінкі.
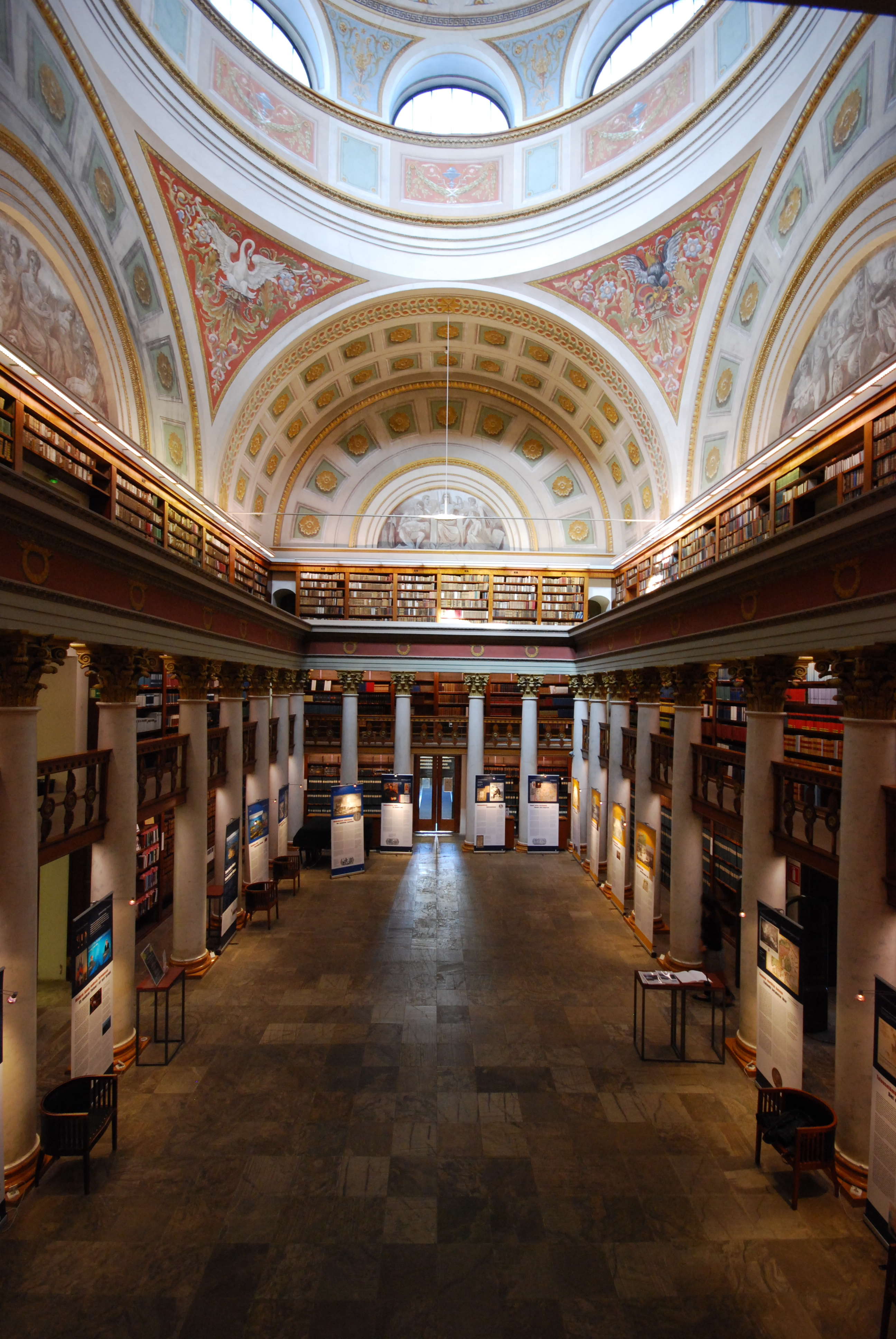
Колишня бібліотека Гельсінського університету (Національна бібліотека Фінляднії)